# Enicospilus microspilus
Enicospilus microspilus là một loài tò vò trong họ Ichneumonidae.